# Joachim von der Lieth
Joachim von der Lieth (* 16. März 1904 in Norderstapel; † 25. August 1947) war ein deutscher Politiker (SPD).
Von der Lieth war von Beruf Landwirt und lebte in Mölln. Er gehörte von Dezember 1946 bis April 1947 dem zweiten ernannten Landtag Schleswig-Holsteins an. In dieser Legislaturperiode war er Vorsitzender des Ausschusses für Ernährung und Landwirtschaft. Bei der Landtagswahl 1947 errang er das Direktmandat im Landtagswahlkreis Lauenburg-Ost und war Mitglied des Ausschusses für Ernährung und Landwirtschaft. Von der Lieth starb am 25. August 1947; für ihn rückte Karl Müller in den Landtag nach.